# Гідроакустика

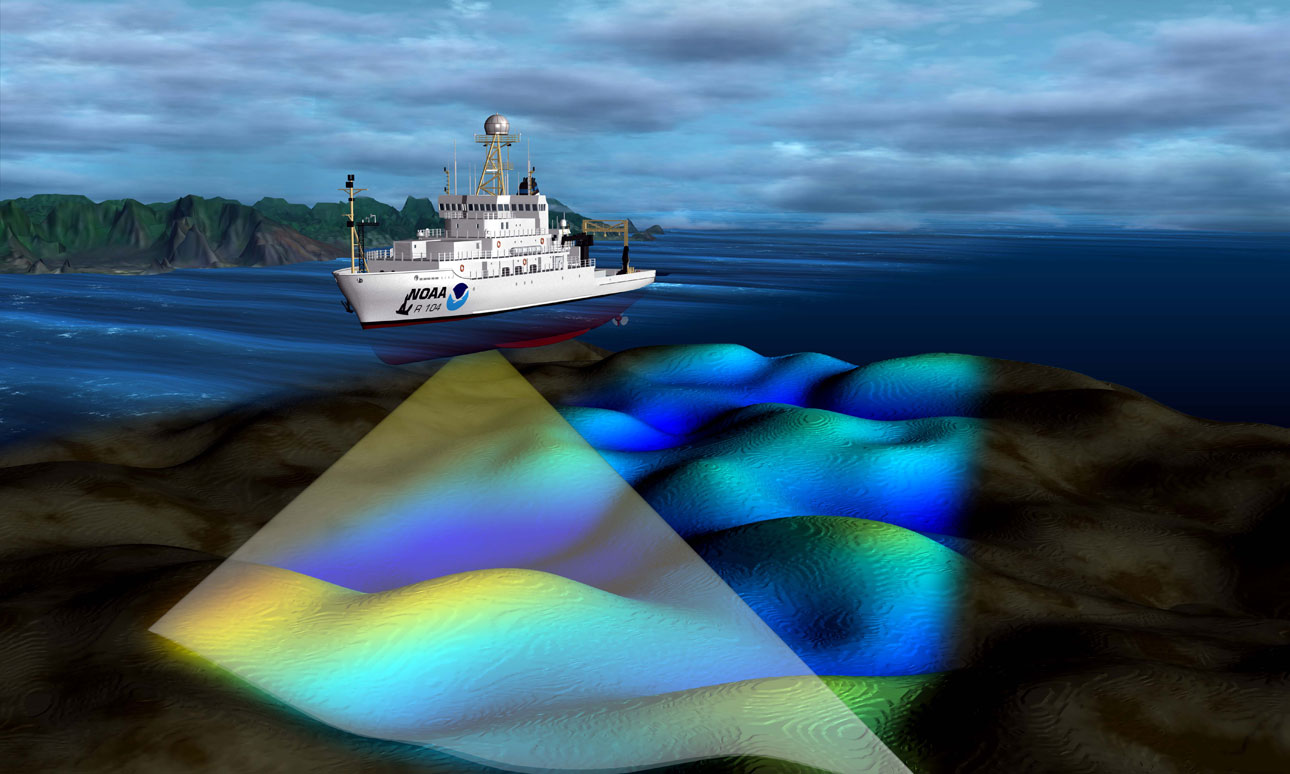
Ехолокація морського дна

Гідроакустика — розділ акустики, що вивчає випромінювання, приймання та поширення звукових хвиль у справжньому водному середовищі (в океанах, морях, озерах тощо) для призначень підводної локації, зв'язку та іншого.
Головна особливість підводних звуків — їх незначне загасання, внаслідок чого під водою звуки можуть поширюватися на значно більші відстані, ніж, наприклад, у повітрі.
Крім загасання, зумовленого властивостями самої води, на дальність поширення звуків під водою впливають рефракція звуку, його розсіяння і поглинання різними неоднорідностями середовища.

## Рефракція звуку (викривлення шляху звукового променя)
Швидкість з якою шириться звук, змінюється з глибиною водойми, до того-ж відмінності залежать від пори року і часу дня, та низки інших причин.
Звукові промені, що виходять із джерела під деяким кутом до обрію, загинаються, водночас напрямок вигину залежить від розподілу швидкостей звуку в середовищі:
- Влітку, коли верхні шари тепліше нижніх, промені згинаються донизу і здебільшого відбиваються від дна, втрачаючи у цьому разі значну частку своєї енергії;
- Взимку, коли нижні шари води утримують сталу температуру, між тим як верхні шари охолоджуються, промені загинаються догори і багаторазово відбиваються від поверхні води, отже втрачається значно менше енергії. Через це, взимку дальність поширення звуку більше, ніж влітку.

Вертикальний розподіл швидкості звуку (ВРШЗ) і градієнт швидкості (ГШ), справляють визначальний вплив на поширення звуку в морському середовищі. Швидкості звуку в різних місцях Світового океану відмінні і змінюються в часі. Розрізняють декілька типових випадків ВРШЗ:
- ізотермія
- позитивна рефракція
- негативна рефракція
- неоднорідний розподіл

Внаслідок рефракції можуть утворитися мертві зони — ділянки, розташовані неподалік від джерела, в яких чутність взагалі відсутня.
Наявність рефракції може призводити і до збільшення відстані розходження звуку — явища наддалекого поширення звуків під водою.

## Розсіювання і поглинання звуку неоднорідностями середовища
На поширення звуків високої частоти, коли довжини хвиль дуже малі, впливають дрібні неоднорідності, зазвичай наявні в природних водоймах: бульбашки газів, мікроорганізми тощо.
Ці неоднорідності діють подвійним чином: вони поглинають і розсіюють енергію звукових хвиль. У підсумку, з підвищенням частоти звукових коливань, дальність їх розповсюдження скорочується. Найдужче ця властивість помітна у поверхневому шарі води, де найбільше неоднорідностей.
Розсіяння звуку неоднорідностями, а також нерівностями поверхні води і дна викликає явище підводної реверберації, що супроводжує посилання звукового імпульсу: звукові хвилі, відбиваючись від сукупності неоднорідностей і зливаючись, дають затягування звукового імпульсу, що триває після його закінчення.
Межі дальності поширення підводних звуків також залежать від власних шумів моря, які мають подвійне походження:
- Частина шумів виникає від ударів хвиль на поверхні води, від морського прибою, від шуму гальки що перекочується та інше;
- Друга частина пов'язана з морською фауною (звуки, вироблювані гідробіонтами: рибами та іншими морськими тваринами). Цей дуже серйозний чинник досліджує Біогідроакустика.

## Застосування гідроакустики
Гідроакустика отримала широке практичне застосування, бо жодні види електромагнітних хвиль не поширюються у воді (внаслідок її електропровідності) на скільки-небудь значні відстані, тож через це звук є єдиним можливим засобом зв'язку під водою.
Для такої мети, користуються звуковими частотами від 300 до 10000 гц і ультразвуками від 10000 гц та вище. Як випромінювачі і приймачі у звуковій області застосовуються електродинамічні і п'єзоелектричні випромінювачі і гідрофони, а в ультразвуковій — п'єзоелектричні і магнітострикційні. Крім звукопідводного зв'язку, гідроакустику використовують для:
- Виявлення шумових сигналів і визначення напрямку на них;
- Випромінювання акустичних сигналів, виявлення відбитих сигналів і визначення координат;
- Класифікації виявлених сигналів

Найбільш суттєві застосування гідроакустики:
- Вирішення військових завдань (виявлення надводних суден, підводних човнів, безпілотних підводних апаратів, торпед, водолазів[2][3], мін тощо);
- Морська навігація;
- Звукопідводний зв'язок[2];
- Рибопошукова розвідка;
- Океанологічні дослідження;
- Сфери діяльності з освоєння багатств дна Світового океану;
- Використання акустики в басейні (вдома або в тренувальному центрі із синхронного плавання);
- Навчання морських тварин.

## Гідроакустичні засоби
Застосування гідроакустики здійснюється за допомогою гідроакустичних засобів. Гідроакустичний пристрій являє собою технічний пристрій або сукупність пристроїв, спосіб дії яких засновано на використанні акустичних хвиль у водному середовищі. До гідроакустичних засобів можна віднести:
- Гідроакустичні комплекси;
- Ехолоти — є різновидом гідролокатора вужчого призначення;
- Гідролокатори;
- Шумопеленгатори (пасивний засіб підводного спостереження) — визначає напрямок джерела шуму.